# Залесе (гміна Кшимув)
Залесе (пол. Zalesie) — село в Польщі, у гміні Кшимув Конінського повіту Великопольського воєводства.
Населення — 205 осіб (2011).
У 1975-1998 роках село належало до Конінського воєводства.

## Демографія
Демографічна структура станом на 31 березня 2011 року:
|          | Загалом | Допрацездатний вік | Працездатний вік | Постпрацездатний вік |
| -------- | ------- | ------------------ | ---------------- | -------------------- |
| Чоловіки | 110     | 26                 | 71               | 13                   |
| Жінки    | 95      | 20                 | 55               | 20                   |
| Разом    | 205     | 46                 | 126              | 33                   |